# روي سميث (لاعب كريكت)
روي سميث (20 يناير 1910 في المملكة المتحدة - 19 أكتوبر 1971 في المملكة المتحدة) (بالإنجليزية: Roy Smith)‏ هو لاعب كريكت بريطاني وبريطاني (وحمل سابقاً جنسية المملكة المتحدة لبريطانيا العظمى وأيرلندا). لعب مع المقاطعات الوطنية للكريكيت الإنجليزي والويلزي ‏ ونادي مقاطعة ستافوردشاير للكريكت ‏.

## وصلات خارجية
- روي سميث على موقع إي آس بي آن كريك إنفو (الإنجليزية)